# 섬 (2000년 영화)
《섬》(The Isle)은 김기덕이 감독과 각본을 맡은 2000년 대한민국 영화이다. 김기덕 감독의 다섯 번째 영화로, 2000년 베네치아 국제 영화제 경쟁 부문에 진출하면서 자신만의 스타일을 세계적으로 인정받은 첫 번째 영화이다. 베네치아 국제 영화제 첫 상영 시에는 보기 어려운 장면 때문에 관객이 구토를 하거나 더 섬뜩한 장면에서는 상영 도중에 나가는 일이 생겨 논란이 일기도 했다.

## 캐스팅
- 김유석: 현식 역
- 서정: 희진 역
- 박성희: 은아 역
- 손민석: 달수 역
- 윤희원: 낚시꾼 1 역
- 노진원: 낚시꾼 2 역
- 양영조: 형사 1 역
- 양승병: 사내 1 역
- 박정기: 잠수부 1 역
- 조재현: 망치 역(우정출연)
- 장항선: 중년남 역(우정출연)